# Langenfeld Ferenc
Langenfeld Ferenc (angolul: Francis Langenfeld) (Arad, Magyar Királyság, ma Románia, 1827. – Chicago, Illinois, 1892 után) magyar honvéd, az amerikai polgárháború főhadnagya az északiak oldalán.

## Életútja
Itthoni életéről nincs adat. A világosi fegyverletétel után emigrált. Langenfeld 1855-ben New Yorkban próbálta megalapozni a jövőjét, de nem sikerült. Langenfeld végül Chicagóban telepedett meg. 1861 július 8-án beállt a Lincoln puskások csapatába, amelyből később a 24. illinoisi önkéntes gyalogezred lett. Őrmester, hadnagy, majd főhadnagyi beosztásban szolgált az amerikai polgárháborúban az északiak oldalán. Legjobb barátja Jekelfalussy Sándor volt, akivel a polgárháború után együtt dolgoztak a chicagói postahivatalban. Vida István Kornél kutatásai szerint Langelfeld Ferenc neve szerepelt az 1892-es chicagói szavazójegyzékben, tehát ekkor még biztos életben volt.

## Magánélete
Nős ember volt, három gyermek apja (Wilhelm 1858-ban, Martha 1862-ben, Fred 1863-ban született).